# Abraxas major
Abraxas major là một loài bướm đêm trong họ Geometridae.